# Borriol

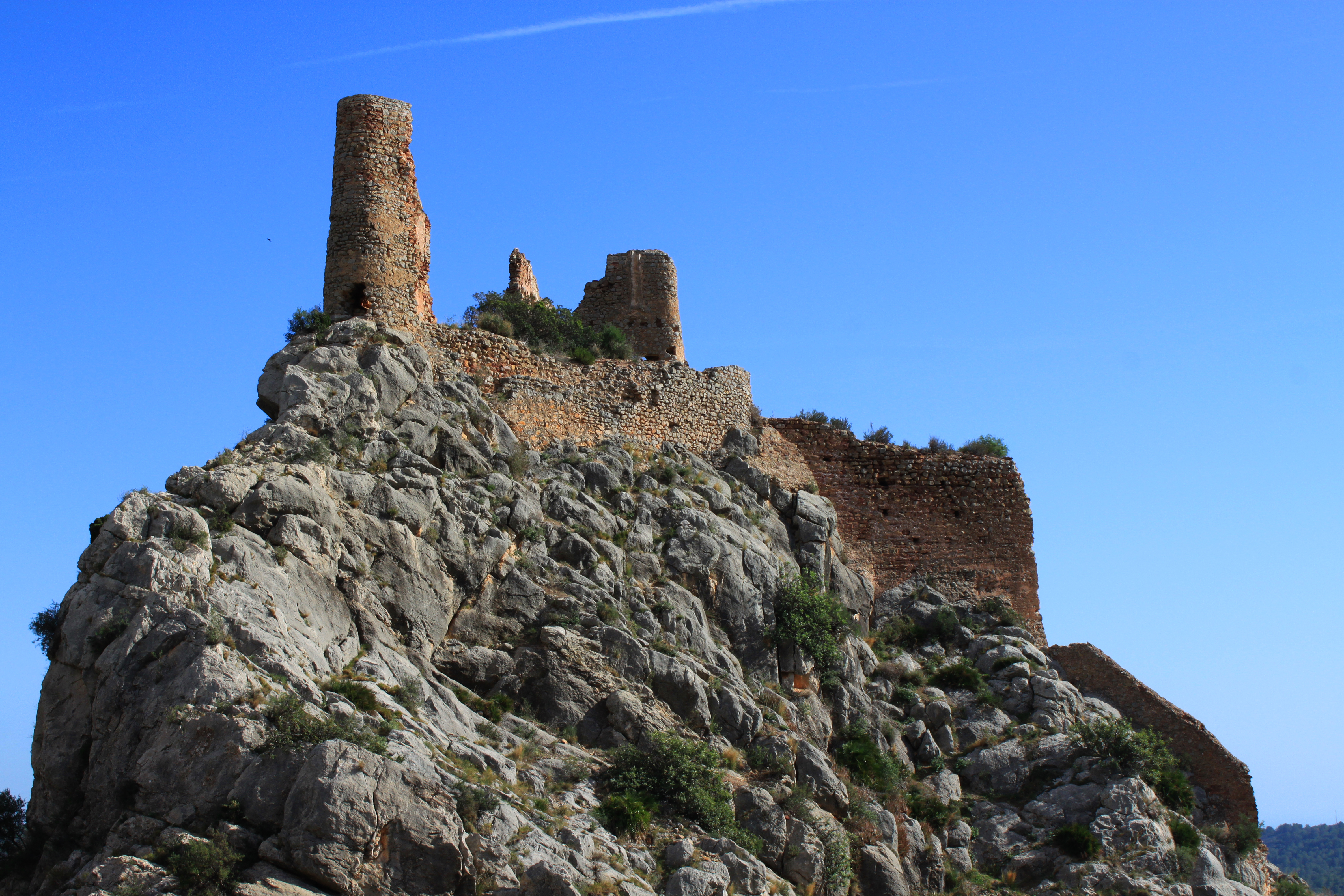
Castillo de Borriol

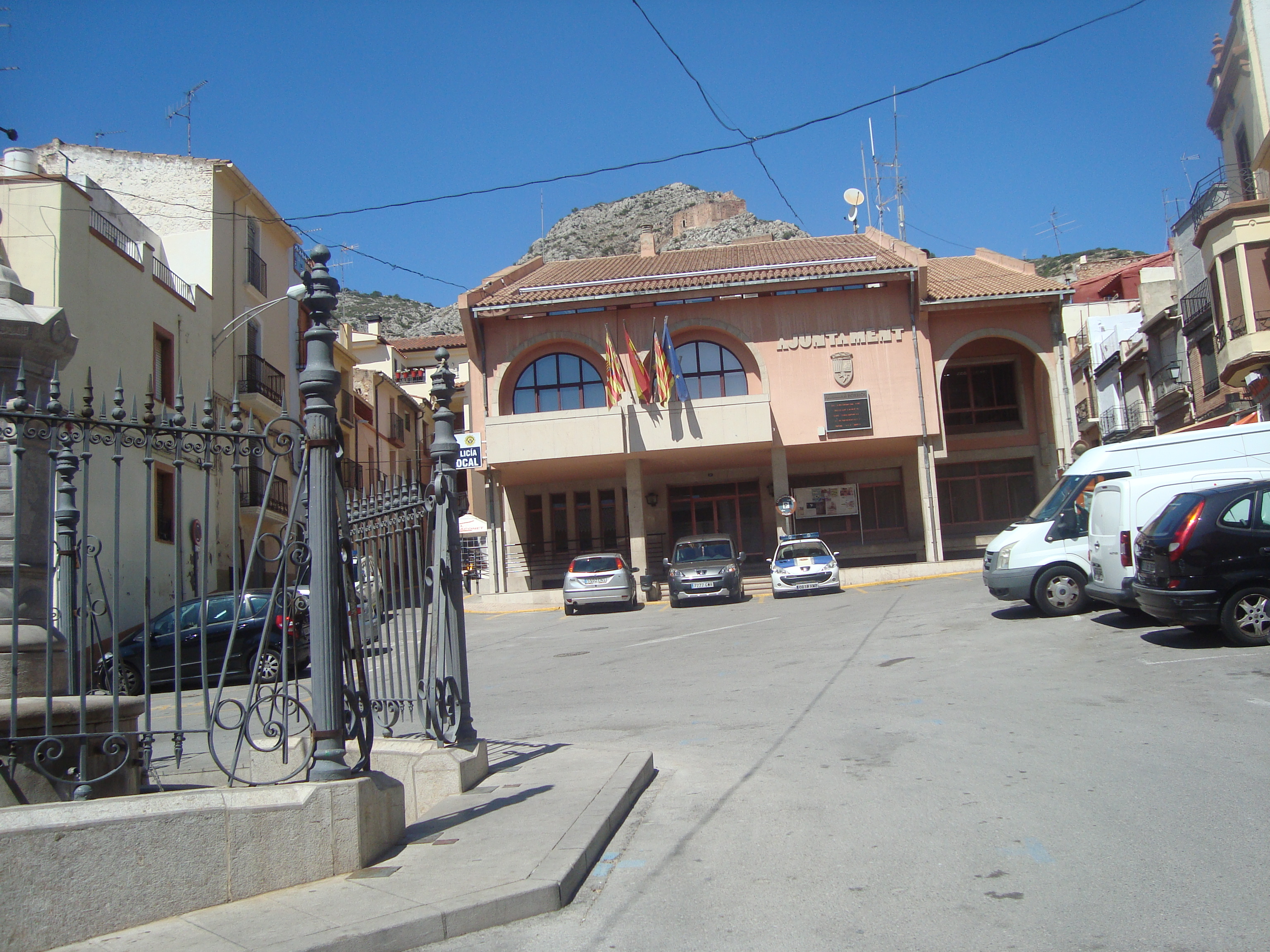
Ayuntamiento

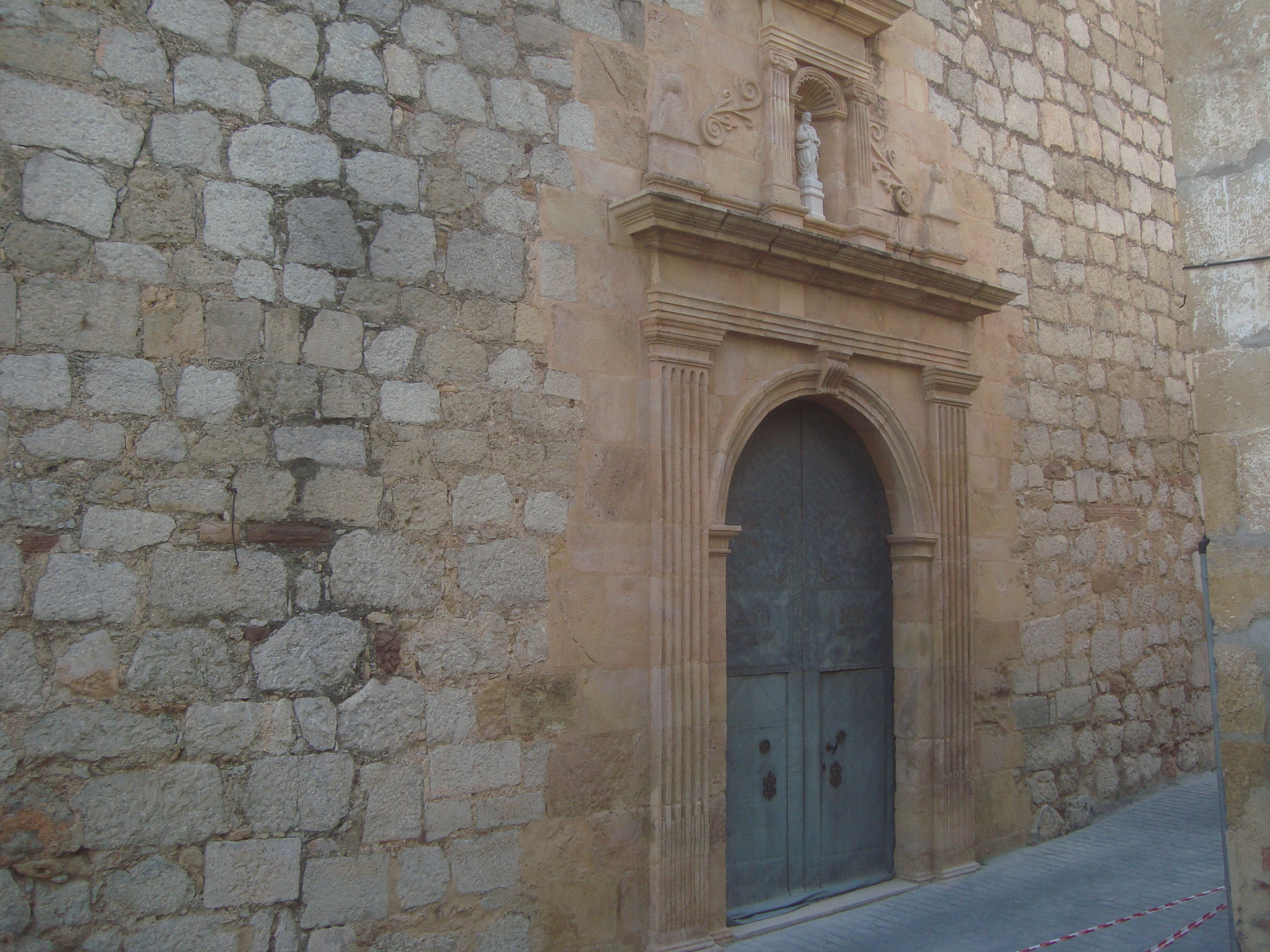
Portada de la Iglesia Parroquial de San Bartolomé Apóstol

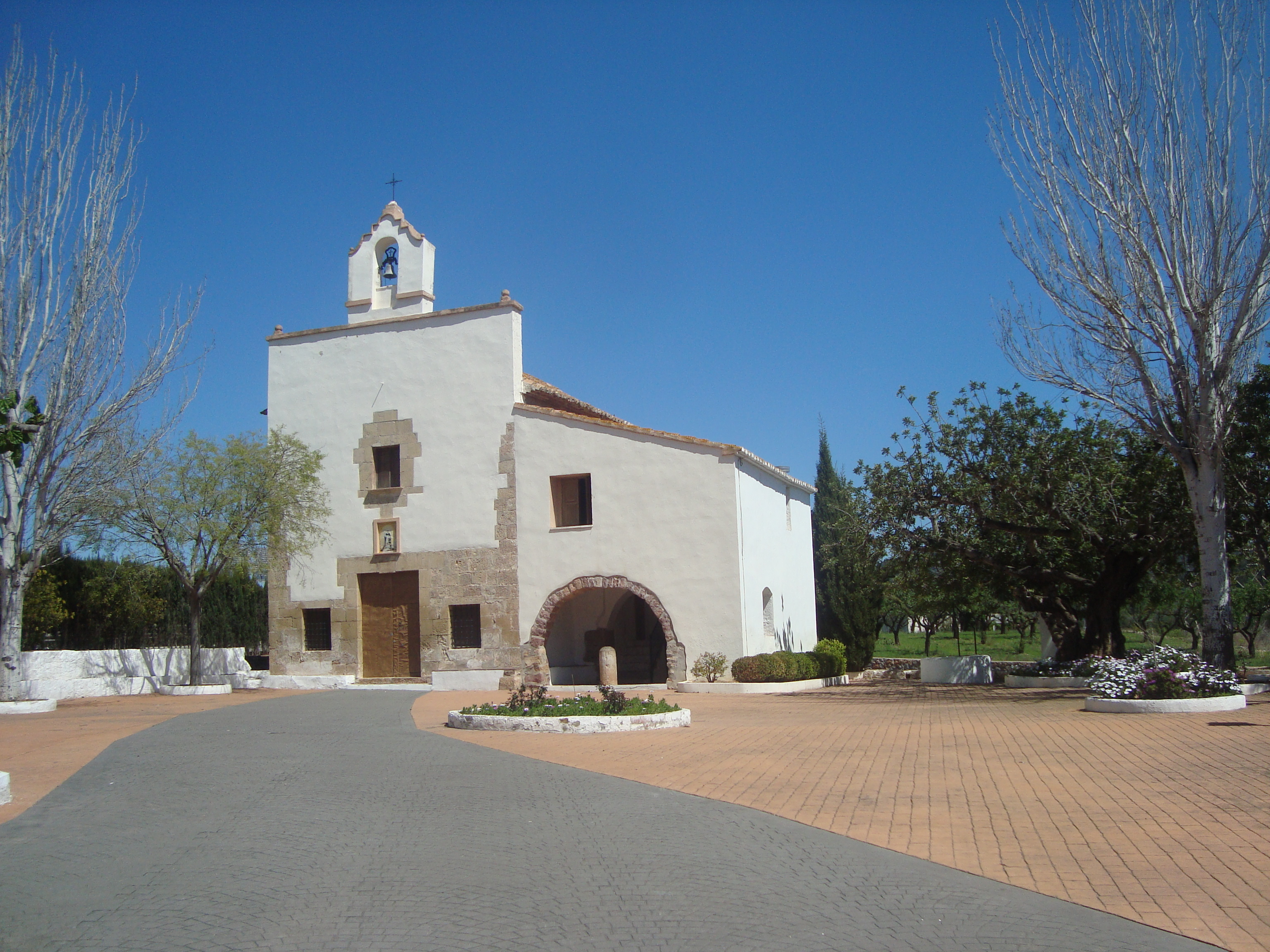
Ermita de San Vicente Ferrer

Borriol es un municipio de la Comunidad Valenciana, España. Situado en la provincia de Castellón, en la comarca de la Plana Alta. Cuenta con 5945 habitantes (INE 2019).

## Geografía
Está situado entre las montañas del Paraje Natural del Desierto de las Palmas y la sierra de Moró y a los pies del río Borriol, en el sectorsuroeste de la comarca de la Plana Alta. Un paisaje de campos de secano con olivos y algarrobos, junto a las montañas del Desert de les Palmes, conforman un paisaje típicamente mediterráneo.
Se accede a esta localidad desde Castellón a través de la CV-151 y CV-10. Además, la proximidad a la capital Castellón de la Plana favorece el dinamismo del municipio con una economía en expansión.

### Localidades limítrofes
El término municipal de Borriol limita con las localidades de San Juan de Moró, Villafamés, Puebla-Tornesa, Alcora, Benicasim y Castellón de la Plana, todas ellas pertenecientes a la provincia de Castellón.

## Historia
Que Borriol fue poblado en la antigüedad está testimoniado por los numerosos restos arqueológicos encontrados en su término, entre ellos las pinturas rupestres de l'Albaroc. Se acredita el paso de la Vía Augusta por la existencia de un miliario que se conserva en el museo municipal de la localidad. Los restos del castillo se alzan sobre una roca que domina el núcleo urbano. Del antiguo recinto amurallado sólo queda una puerta. Borriol recibió carta puebla otorgada por el rey Jaime I de Aragón en 1250. Su señorío pasó por diferentes manos, como las del obispo de Tortosa, las familias Boïl, Tous, Casalduch, etc. Su población estuvo constituida fundamentalmente por familias musulmanas hasta la expulsión de los moriscos en 1609. En efecto, justo antes de la expulsión había en Borriol un total de 114 casas: 49 de cristianos viejos y 65 de cristianos nuevos, según el Censo de Caracena de 1609. Su proximidad con Castellón de la Plana, donde los moriscos de Borriol poseían y cultivaban tierras, la mantuvo siempre muy vinculada a la capital de la comarca. En 1459, el traslado masivo y el consiguiente empadronamiento de los moriscos en Castellón originó un pleito con Antoni de Tous.

## Demografía
Borriol cuenta con una población de 5945 habitantes (INE 2024).
| Gráfica de evolución demográfica de Borriol entre 1842 y 2021                                                       |
| |
| Población de derecho según los censos de población del INE Población de hecho según los censos de población del INE |

La proximidad a la capital de la provincia ha favorecido un espectacular crecimiento demográfico en los últimos años.
| 1990  | 1992  | 1994  | 1996  | 1998  | 2000  | 2002  | 2004  | 2006  | 2010  | 2013  | 2014  | 2015  | 2019  |
| ----- | ----- | ----- | ----- | ----- | ----- | ----- | ----- | ----- | ----- | ----- | ----- | ----- | ----- |
| 2.579 | 2.733 | 2.906 | 3.129 | 3.284 | 3.576 | 3.917 | 4.195 | 4.478 | 5.075 | 5.276 | 5.209 | 5.176 | 5.360 |

## Economía
Basada tradicionalmente en la agricultura de secano predominando el cultivo de olivos y algarrobos. La cercanía a la capital de la provincia ha desarrollado el sector de la industria auxiliar.
Actualmente pocas familias viven ya de la agricultura basándose en una economía de servicios y sustentada por el sector cerámico.

## Política
| Periodo   | Nombre                                                                | Partido   |
| --------- | --------------------------------------------------------------------- | --------- |
| 1979-1983 | José Salvador Ramos                                                   | PSPV-PSOE |
| 1983-1987 | José Salvador Ramos                                                   | PSPV-PSOE |
| 1987-1991 | Constantino Fabregat Escrig                                           | PSPV-PSOE |
| 1991-1995 | Matilde Pallarés                                                      | PP        |
| 1995-1999 | Nadal Escrig                                                          | PSPV-PSOE |
| 1999-2003 | Adelino Santamaría Blasco                                             | PP        |
| 2003-2007 | Adelino Santamaría Blasco                                             | PP        |
| 2007-2011 | Adelino Santamaría Blasco                                             | PP        |
| 2011-2015 | Adelino Santamaría Blasco (2011-2014) Iban Pauner Alafont (2014-2015) | PP        |
| 2015-2019 | Silverio Tena Sánchez                                                 | Compromís |
| 2019-2023 | Héctor Ramos Portoles                                                 | Compromís |
| 2023-act. | Héctor Ramos Portoles                                                 | Compromís |

## Monumentos

### Monumentos religiosos
- Ermita de San Vicente Ferrer. Del siglo XVII. Consta de una nave de tres tramos, sin capillas. Conserva la piedra sobre la que predicó el santo titular en el año 1410.
- Ermita del Calvario, iniciada su construcción en 1684 pero reconstruida durante el siglo XIX.
- Iglesia de San Bartolomé. Con una nave de 4 tramos con capillas laterales entre contrafuertes, capilla de la comunión, presbiterio poligonal, bóveda gótica y decoración al fresco con escenas alusivas a la vida de San Bartolomé.

### Monumentos civiles
- Miliario romano. Siglo III. Miliario de la época del emperador Decio que jalonaba el paso de la Vía Augusta romana por Borriol.
- Castillo de Borriol. De origen árabe sobre cimientos romanos, su ubicación es estratégica hallándose actualmente en ruinas.
- La Torreta. Molino de origen medieval.
- Antigua Casa de la Vila (Actual Museo). Siglo XIV. Destaca un arco de estilo gótico civil.
- La Font.

### Lugares de interés
Por el término se encuentran varias fuentes, entre ellas La Botalària, La Teula, Sant Martí o Codina. Todas ellas con mayor o menor caudal o incluso secas, debido a la variabilidad pluviométrica de la zona.

## Fiestas
- Sant Antoni. Se celebra el fin de semana más próximo al 17 de enero con una monumental hoguera y la popular "matxà" (desfile de caballerías).
- Pasión de Cristo. Se celebra el día de Jueves Santo por la noche. Escenificación y representación por las plazas y calles de la localidad de la Pasión de Cristo en donde los actores son los borriolenses. Se conoce como Nueva Jerusalén
- Sant Vicent que se celebra en el lunes siguiente de Pascua
- Sant Cristòfol. Se celebra en torno al 10 de julio. Bendición de coches y camiones.
- Sant Bartomeu i Sant Roc. Fiestas patronales

Se celebra la semana del 24 de agosto. Toros, verbenas, conciertos.
- Santa Llúcia. Se celebra el sábado más próximo al 13 de diciembre con una hoguera hecha por los quintos de la localidad, tradición que cuenta con casi tres siglos de antigüedad.
- Pascua. se celebra en las casas de campo repartidas por el término municipal el fin de semana de Pascua.

## Himno
El himno de Borriol es uno de los más peculiares que existen ya que es uno de los pocos (por no decir el único) que está escrito en un compás de 3/4, y no el tradicional 4/4 o 2/2. La música es del compositor Perfecto Artola Prats. La letra es de Henri Bouché Peris, el cronista oficial de Borriol. El texto expone y hace referencia a su historia, a sus paisajes, a sus gentes y a todo lo que le rodea.